# Ashes to Ashes (David Bowie)
Ashes to Ashes ("Cenere alla cenere") è un brano musicale di David Bowie contenuto nell'album Scary Monsters (and Super Creeps) del 1980 e pubblicato come singolo nello stesso anno.
Oltre che per le sue qualità musicali, la canzone è celebre anche per l'innovativo videoclip che l'accompagna, diretto a due mani da Bowie stesso e David Mallet.

## Il brano

### Musica e testo
Malinconica ed introspettiva, Ashes to Ashes contiene la reinterpretazione da parte di Bowie del personaggio del "Maggiore Tom" ("Major Tom" nell'originale) presente nella sua canzone del 1969 intitolata Space Oddity. Il brano include anche una riflessione personale del cantante sulla sua carriera di artista: 
Invece di un astronauta hippie che casualmente si perde nello spazio infinito, come succedeva in Space Oddity, ora nella canzone Bowie descrive il Maggiore Tom come un "junkie", con la testa tra le nuvole, completamente "fatto" e perso in una depressione senza fine («junkie, strung out in heaven's high, hitting an all-time low»). Si tratta quindi di una sorta di alter ego per l'artista, che proietta sul personaggio del Major Tom tutti i suoi lati negativi inerenti alla dipendenza dalle droghe (Bowie stava da tempo cercando di disintossicarsi dalla cocaina) e gli eccessi della carriera da rockstar.
La strofa finale del testo del brano: «My mother said, to get things done, you better not mess with Major Tom» ("Mia madre diceva, per fare le cose a modo, è meglio non scherzare con il Maggiore Tom"), parafrasa un'antica filastrocca per bambini che recita:
My mother said
That I never should
Play with the gypsies in the wood
Bowie stesso disse nel corso di un'intervista del periodo a NME di considerare Ashes to Ashes come una sorta di "ninna nanna popolare", un'ode all'infanzia, dove si narra di come "un astronauta diventa un drogato".
Musicalmente Ashes to Ashes è notevole per il ritmo ska in levare, il suo delicato suono d'archi sintetici, contrappuntato dal potente basso funky, e dal complesso cantato stratificato su diversi livelli di Bowie.

### Ispirazione
In un'intervista rilasciata nel 2003 alla rivista Performing Songwriter, Bowie spiegò che il brano Inchworm, cantato da Danny Kaye nel film del 1952 Il favoloso Andersen, era stato fonte di ispirazione per la composizione di Ashes to Ashes: «Amavo quella canzone da bambino ed è rimasta con me per sempre. Ci ritornavo spesso. Non credereste alla quantità di miei brani che sono una sorta di spin-off di quella canzone. Non che sia così evidente. Ma Ashes to Ashes non sarebbe successa se non fosse stato per Inchworm. C'è un elemento da filastrocca infantile in essa, e c'è qualcosa di così triste e commovente nell'insieme. Mi riporta indietro ai quei puri e sinceri sentimenti di tristezza che si hanno da bambini, e che da adulti sono così identificabili. C'è una connessione tra l'essere un bambino di cinque anni che si sente un po' abbandonato, e la stessa sensazione che si può provare quando si hanno vent'anni. E così fece quella canzone con me».

### Video
Il video musicale di Ashes to Ashes è famoso quanto la canzone se non di più. Si tratta di uno dei videoclip maggiormente iconici degli anni ottanta. Costato circa 250.000 sterline, all'epoca fu il video più costoso mai girato. Esso incorpora scene a colori solarizzati e scene in bianco e nero, dove un Bowie vestito da Pierrot si aggira solitario su una spiaggia. Nel video appaiono anche Steve Strange dei Visage ed altri membri della scena londinese dei "Blitz kids", incluse Judith Franklin e Darla Jane Gilroy, tutti futuri componenti della nascente scena New romantic che sarà enormemente influenzata dalla musica e dall'immagine di Bowie. Scene del cantante in una tuta spaziale, che suggeriscono un sistema di supporto vitale ospedaliero, ed altre che mostrano Bowie rinchiuso in una cella di un manicomio, rimandano sia al personaggio del "Major Tom" di Space Oddity sia alla nuova, negativa, interpretazione che lo stesso artista dà del personaggio stesso. Nel finale appare anche un'anziana signora, che, nonostante le voci circolate all'epoca, non era assolutamente la madre di Bowie ma una semplice comparsa.
I lettori del Record Mirror votarono i video di Ashes to Ashes e di Fashion (il successivo singolo di Bowie), come uno dei migliori video musicali del 1980.

### Pubblicazione
Ashes to Ashes debuttò alla posizione numero 4 della classifica britannica dei singoli nella prima settimana di pubblicazione, arrivando al numero 1 nelle due settimane seguenti, al numero 3 in Norvegia, al numero 6 in Austria, Svezia e Nuova Zelanda ed al numero 9 in Germania Ovest, diventando così all'epoca il singolo di maggior successo per Bowie. Il singolo fu pubblicato in quattro edizioni differenti con tre copertine diverse, e le prime 100 000 copie includevano quattro cartoline con immagini di Bowie vestito da Pierrot come nel video. La B-side, Move On, era una traccia ripescata dal precedente album, Lodger (1979). La versione USA del singolo aveva invece It's No Game (No. 1) sul lato B. In America il singolo arrivò solo al 101º posto nella classifica di Billboard. Il singolo ebbe invece un notevole successo in molti altri Paesi.

## Tracce singolo UK
RCA-BOW 6
1. Ashes to Ashes (Bowie) – 3:34
2. Move On (Bowie) – 3:16

## Tracce singolo USA
1. Ashes to Ashes (Bowie) – 3:34
2. It's No Game (No. 1) (Bowie) – 4:15

## Formazione
Musicisti
- David Bowie: Voce
- Chuck Hammer: Guitar synth Roland GR-500 trattata con armonizzatore Eventide e con diversi delay su nastro magnetico[8]
- Carlos Alomar: Chitarra
- Simon House: Violino
- Roy Bittan: Pianoforte trattato
- George Murray: Basso
- Dennis Davis: Batteria
- Andy Clark: Sintetizzatore[9]

Produzione
- Tony Visconti
- David Bowie

## Versioni alternative
A lungo si è discusso dell'esistenza di versioni estese inedite della canzone di circa 13 minuti, con strofe aggiuntive, una dissolvenza più lunga ed un assolo di sintetizzatore. Una versione da 12:55 apparsa sul bootleg From a Phoenix... The Ashes Shall Rise si rivelò un falso, ripetendo il break strumentale della canzone originale per raggiungere un minutaggio maggiore. Anche un'altra versione da 11:44, nei bootleg Glamour, Vampires of the Human Flesh e Monsters to Ashes, non era che la traccia originale con segmenti aggiuntivi ripetuti e campionati. Nell'agosto 1980, per promuovere l'uscita del singolo, fu pubblicato negli Stati Uniti in formato 12", un cosiddetto medley di Space Oddity e Ashes to Ashes, dal titolo The Continuing Story of Major Tom. Tuttavia, il medley era semplicemente Space Oddity che alla fine sfumava nella versione su singolo di Ashes to Ashes. La B-side di questo singolo promozionale era la versione lunga di Ashes to Ashes presente sull'album.

## Cover
- Sunna – Sull'album Two Minute Terror
- Lassigue Bendthaus – Pop Artificielle
- Happy Rhodes – Rhode Songs (1993)
- Tears for Fears – pubblicata sugli album Ruby Trax, Saturnine Martial & Lunatic e David Bowie Songbook
- Bic Runga – Registrazione dal vivo
- Something for Kate – Dal vivo
- jacksoul – mySOUL (2006)
- Tripod – Dal vivo in medley con Space Oddity (2006)
- Samantha Mumba – Campionamento in Body II Body (2000)
- Bojan Z – Xenophonia (2006)
- Sneaker Pimps – ICA Home Taping Cover Set (2000)
- The String Quartet – BowieMania: Mania, une Collection Obsessionelle de Beatrice Ardisson (2007)
- Danny Michel – Loving the Alien: Danny Michel Sings the Songs of David Bowie (2004)
- Northern Kings – Reborn (2007) con alla voce Tony Kakko
- Jeniferever – Repetition Bowie (2007)
- Keane – Tributo a Ashes to Ashes con la canzone Better Than This dall'album Perfect Symmetry (2008)
- Dana International – Campionatura nel brano Gotta Move On (2002)
- Mick Karn & Warpaint (versioni differenti) – We Were So Turned On: A Tribute to David Bowie (2010)
- A Perfect Circle – Registrazione dal vivo
- Warpaint - We Were So Turned On: A Tribute to David Bowie (2010)
- The Alpha States & Andrea Chimenti -  Ashes to Ashes (archiviato dall'url originale il 6 febbraio 2017). (2014 - RadioSpia records)
- Anna Dobiey – Pubblicata sull'album Anna Dobiey, la cover si intitola Asche Zu Asche
- Pivio – Lodging a Scary Low Hero (2017)

## Curiosità
- Nel 2008 in occasione del sequel della serie televisiva della BBC Life on Mars del 2006 (intitolata in omaggio ad una canzone di Bowie), gli sceneggiatori Matthew Graham e Ashley Pharoah decisero di intitolare la nuova serie Ashes to Ashes, omaggiando così un'altra canzone di Bowie.[11]